# Václav Šindelář
Václav Šindelář (26. srpna 1884 Praha-Nové Město – 31. ledna 1951 Praha) byl český stavitel a mecenáš, zakladatel branické vilové čtvrti Dobeška. Jeho bratrem byl politik Antonín Šindelář.

## Život
Narodil se v roce 1884 v Praze na Novém Městě jako nemanželský syn švadleny Marie Šafránkové. V roce 1886 se k němu jako otec přihlásil obuvník Karel Šindelář.
V letech 1911–1914 byl hlavním stavbyvedoucím při stavbě sanatoria pražského sanatoria v Podolí, jehož investorem byl lékař Rudolf Jedlička a které navrhl architekt Rudolf Kříženecký. Při realizaci sanatoria získal své první zkušenosti z oboru stavebnictví.
V roce 1914 byl rekrutován do oblasti města Kragujevac, kde se účastnil bojů první světové války. V prosinci 1914 byl zraněný a následně propuštěný z vojenské služby. Ještě v téže roce se stal členem stavebního spolku Dobeška. Členové spolku se zavázali, že si pro své realizace vždy najmou architekta, což bylo ve své době unikátní. Většina stavebníků tohoto družstva si vybrala projekční a stavební kancelář Václava Šindeláře a lokalitu Dobeška. Charakter této vilové čtvrti určil právě Václav Šindelář. V roce 1921 v neoklasicistním stylu navrhl budovu Branického divadla, jehož výstavba se financovala podobně jako Národní divadlo. Konaly se lidové sbírky, přijímaly dary, byly vystaveny úpisy a uzavíraly se půjčky. V letech 1924 až 1925 projektoval pro místní ochotníky Branické divadlo. První přestavení se zde konalo už 1. srpna 1925. V roce 1932 na své náklady postavil a upravil klubovnu v lesíku na Dobešce, kde se dodnes pořádají volejbalové turnaje.
Zemřel 31. ledna 1951 na infarkt poté, co se vrátil z návštěvy mladšího bratra Antonína Šindeláře v plzeňské věznici na Borech, který byl odsouzen na 15 let v kauze Hospodářská rada, která byla součástí vykonstruovaného procesu s Miladou Horákovou.

## Další realizované stavby
- Hotel naproti Branickému divadlu
- Bývalá továrna Sport v Modřanech
- Tovární pila v Modřanech
- Činžovní domy v ulici Podolská, v Podolí
- Řadové domy v západním stylu v lokalitě Zemanka, v ulicích V malých domech I.-III.
- Minimálně 22 samostatných rodinných domů v lokalitě Dobeška